# 刘文 (正德进士)
劉文（1474年—？年），字景章，江西吉安府安福縣人，民籍。

## 生平
治《易經》，行六，由國子生中式弘治八年（1495年）江西鄉試第三十九名舉人，年三十五歲中式正德三年（1508年）戊辰科會試第一百二十六名，第二甲第五十三名進士。官至员外郎。正德十年（1515年）考察，降一级调外任

## 家族
曾祖刘昌宗。祖刘大貫。父刘佩瑛。母周氏，继母王氏。慈侍下，兄春、泰、芳、杲、南、弟褒、玄、亨、象、簪、蕃、著。